# Societate pe Acțiuni
Eine Societate pe Acțiuni (Abkürzung: S.A.) ist eine Aktiengesellschaft in Rumänien.
Die Rechtsform S.A. ist im Gesetz 31/1990 über die Handelsgesellschaften definiert, das im Gesetz 441/2006 Ergänzungen erfuhr.